# 白耀社
白耀社（はくようしゃ）は日本の美術団体であり、日本画家の北野恒富が開設した画塾である。

## 概要
石川県金沢出身で大阪において活躍していた北野恒富が最初に弟子を迎えたのは、明治37年（1904年）のことで島成園を内弟子として入門させている。その後、明治43年（1910年）ころから樋口富麿が入門、大正元年（1912年）に小田富弥が入門、恒富は大正3年（1914年）には「白耀社」という画塾を開設し、経営を始めた。大正8年（1919年）には中村貞以が入門、大正10年（1921年）には生田花朝女が入門、白耀社には約60名ほどが入門しており、ほかに難波春秋、大森富平、辻富芳、不二木阿古、木谷千種、岡本更園、下村富泰、西川宗次らを輩出している。また、白耀社には女性画家が多く存在しており、星加雪乃、別役月乃、城田花乃の三名のことを指して、恒富門下における「雪月花」と呼ばれていた。更に四夷星乃を加えて「雪月花星」ともいわれた。